# 梅普爾頓 (明尼蘇達州)
梅普爾頓（英語：Mapleton）是一個位於美國明尼蘇達州布盧厄斯縣的城市。

## 人口
根據2020年美國人口普查的數據，梅普爾頓的面積為3.55平方千米，當中陸地面積為3.54平方千米，而水域面積為0.01平方千米。當地共有人口1710人，而人口密度為每平方千米482人。